# Bøverdalen

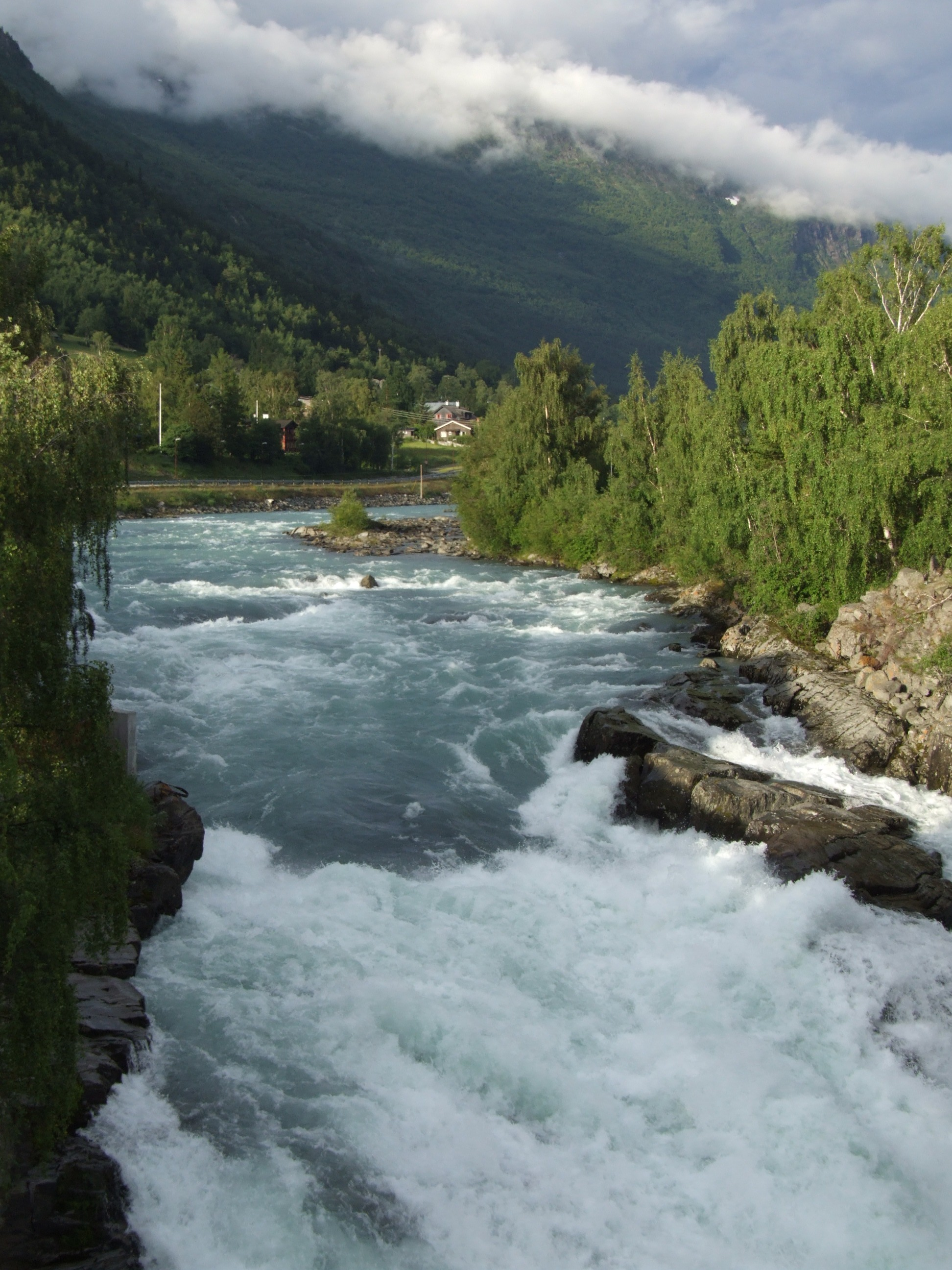
Fluss Bøvra in Lom (Juli 2008)

Bøverdalen ist ein Tal in der Kommune Lom, Provinz Innlandet in Norwegen. Das Tal wird vom Fluss Bøvra durchflossen. Durch das Tal führt die Straße Sognefjellsveien (RV 55).